# Club Atlético Güemes
El Club Atlético Güemes es una institución social y deportiva de la ciudad de Santiago del Estero, Argentina, fundada el 12 de octubre de 1932. Su actividad principal es el fútbol donde desde 2021 juega en la Primera Nacional, segunda división del fútbol argentino. 
Entre sus máximos logros están disputar la Liguilla Pre Libertadores de Primera División en 1986, donde fue eliminado por Ferro Carril Oeste y el ascenso a la Primera Nacional.
Además participa en la Liga Santiagueña de Fútbol donde obtuvo 25 títulos hasta 2020.
Otras disciplinas practicadas en el club son básquet, patín, fútbol 5, fútbol femenino, judo y cestoball.

## Historia

### Fundación
El club fue fundado el 12 de octubre de 1932 en la casa de Carmelo Ávila ubicada en la calle Güemes 443, donde fue definido el nombre en homenaje al prócer nacional Martín Miguel de Güemes.
Jesús Domínguez fue votado por la mayoría para ocupar la primera presidencia, pero no la aceptó aduciendo falta de tiempo debido a su trabajo, por lo que el primer presidente fue en definitiva Tomas Santillán.

### Primeros campeonatos
En el año 1934 Güemes logró su primer título adjudicándose el Torneo de Honor de la Asociación Santiagueña. El equipo estaba conformado por: Luis Suárez, José Luis Ponce, Marcelino Barraza, Juan Suárez, Pedro Gallo, Niñilo Arias, J. Gallo, José Díaz, Héctor García, N. Goitea y Miguel Rodríguez.
Luego el club se afilió a la Liga Cultural, donde en 1943 ascendió a primera división. En 1948 consiguió el título de campeón de honor de la Liga Cultural por primera vez en un plantel dirigido por José María Obejero y formado por: Pedro Ibarra, Arturo Miranda, Oscar Alberto, Carlos Esper, Lucio Clapes, Ángel Aranda, Leopoldo Carabajal, José A. Suárez, Rafael Rodríguez, Marcial Secco y Víctor Alberto. 
En el terreno que ocupa actualmente la Escuela Patricias Argentinas se construyó la primera cancha.

### Liguilla Pre-Libertadores 1986
Fue uno de los ganadores de la Zona Noroeste del Torneo Regional 1985 por lo que obtuvo la posibilidad de disputar la Liguilla Pre Libertadores.
En la primera fase, se enfrentó a Ferro Carril Oeste dirigido por Carlos Timoteo Griguol. En ambos partidos, el conjunto gaucho comenzó ganando pero luego el conjunto porteño pudo dar vuelta el resultado, eliminando a Güemes del torneo.
| Partido 4          | Partido 4 | Partido 4          | Partido 4                     | Partido 4   | Partido 4 |
| Local              | Resultado | Visitante          | Estadio                       | Fecha       |           |
| ------------------ | --------- | ------------------ | ----------------------------- | ----------- | --------- |
| Ferro Carril Oeste | 2 - 1     | Güemes             | Arquitecto Ricardo Etcheverri | 27 de abril |           |
| Güemes             | 1 - 2     | Ferro Carril Oeste | Mitre                         | 4 de mayo   |           |

### Torneo del Interior 1987-88
Fue ganador de su zona, pero luego perdió la final ante San Martín de Tucumán, quien ascendió a la Primera B Nacional.

### Torneo del Interior 2014
El equipo fue dirigido por José María Yocca y obtuvo el ascenso luego de vencer en la final a Boca de Tintina, en una campaña con 8 victorias, un empate y una derrota.

### Torneo Federal B 2015
El equipo fue dirigido por Ricardo "Rulo" Gonzales,Venció en la final a San Martín de Formosa, luego de remontar un 0-4 de visitante.

### Torneo Regional Amateur 2019
El 23 de junio, Güemes logra el ascenso al Torneo Federal A tras derrotar a Achirense de Entre Ríos por 3 a 0. En la Ida cayó 2 a 1.

### Torneo Federal A 2020
El 18 de enero de 2021 logra el ascenso a la Primera Nacional tras empatar 1 a 1 en los 90 minutos, y luego ganarle a Villa Mitre (BB) por 4 a 2 en la definición por penales.

## Uniforme
- Uniforme titular: camiseta azul y roja a bastones verticales, pantalón rojo, medias azules.
- Uniformes alternativos: camiseta blanca, pantalón y medias blancas.

### Patrocinadores e indumentaria
| Período       | Proveedor     |
| ------------- | ------------- |
| 1980-1987     | Sportlandia   |
| 1988-1992     | Western Sport |
| 1993-1994     | LAR           |
| 1995-1996     | Uhlsport      |
| 1997-1998     | Umbro         |
| 1999-2001     | Cougar        |
| 2002-2003     | LAR           |
| 2004-2006     | Sport 2000    |
| 2006-2011     | Adhoc         |
| 2011-2012     | KDY           |
| 2013-2017     | Adhoc         |
| 2018-2024     | KDY           |
| 2025-presente | Athletic      |

| Período       | Patrocinador                                                   |
| ------------- | -------------------------------------------------------------- |
| 1984-1988     | Banco Provincial de Santiago del Estero                        |
| 1989-1992     | El Negrito Viajero                                             |
| 1993-1996     | Pepsi                                                          |
| 1997          | La Casa de la Batería AnPaFa                                   |
| 1998-2001     | Credimas                                                       |
| 2002-2003     | Lotería Santiagueña                                            |
| 2004-2008     | McCenter/Gobierno de Santiago del Estero                       |
| 2009-2012     | Gobierno de Santiago del Estero/Tarjeta Única y Nuestra        |
| 2013          | Gobierno de Santiago del Estero/Transporte de Cargas Pibe Ñoño |
| 2014          | Gobierno de Santiago del Estero/Vitta                          |
| 2015-2024     | Tarjeta Sol/Gobierno de Santiago del Estero                    |
| 2025-presente | Puertas del Ibera/Gobierno de Santiago del Estero/Vial         |

## Instalaciones

### Estadio
El estadio está ubicado en el sector oeste de la ciudad capital de Santiago del Estero en la calle Rivadavia frente a las vías del F.C.G.B. Su nombre oficial es Arturo Miranda, y también es conocido por el apodo "La Isla". Su capacidad es de aproximadamente 18.000 personas.
En el estadio también se encuentran dos canchas de fútbol 5 de césped sintético y una cancha de básquet.

### Sede
La sede social se encuentra en la intersección de las calles Güemes y Colón.

## Jugadores

### Plantel 2025
- Actualizado el 30 de junio de 2025

- Los equipos argentinos están limitados a tener un cupo máximo de seis jugadores extranjeros, aunque solo cinco podrán firmar la planilla del partido

#### Altas
| Invierno          |                |                             |          |
| Jeremías Kruger   | Defensa        | Midland                     | Préstamo |
| Nicolás Juárez    | Centrocampista | Sarmiento de La Banda       | Libre    |
| Axel Oyola        | Centrocampista | Racing de Córdoba           | Préstamo |
| Germán Lesman     | Delantero      | Central Norte de Salta      | Libre    |
| Santiago Sala     | Delantero      | Deportivo Morón             | Préstamo |
| Verano            |                |                             |          |
| Miguel Acosta     | Guardameta     | Argentinos Juniors          | Préstamo |
| Mauro Leguiza     | Guardameta     | Midland                     | Préstamo |
| Lucas Galván      | Defensa        | Central Córdoba (SdE)       | Libre    |
| Mariano Bettini   | Defensa        | Alvarado de Mar del Plata   | Libre    |
| Fernando González | Defensa        | Racing de Córdoba           | Libre    |
| Brian Machuca     | Defensa        | Deportivo Morón             | Libre    |
| Nicolás Monserrat | Defensa        | Talleres (RdE)              | Libre    |
| Thobías Arévalo   | Centrocampista | Cerro                       | Libre    |
| Miguel Ceccotti   | Centrocampista | Everton Moldes              | Libre    |
| Lucas Chiozza     | Centrocampista | Gimnasia y Esgrima de Jujuy | Préstamo |
| Tomás Federico    | Centrocampista | Sportivo Belgrano           | Libre    |
| Matías Fissore    | Centrocampista | Atlético Rafaela            | Libre    |
| Facundo García    | Centrocampista | Acassuso                    | Libre    |
| Patricio Pérez    | Centrocampista | Agente libre                | Libre    |
| Tomás Rojas       | Centrocampista | 12 de Junio                 | Libre    |
| Mauro Albertengo  | Delantero      | Gimnasia y Esgrima de Jujuy | Libre    |
| Tomás Martínez    | Delantero      | Ferro                       | Libre    |
| Lautaro Rodríguez | Delantero      | Instituto de Córdoba        | Libre    |

#### Bajas
| Invierno              |                |                           |                       |
| Hernán Brylko         | Delantero      | Sportivo Belgrano         | Rescisión de contrato |
| Verano                |                |                           |                       |
| Juan Ignacio Mendonça | Guardameta     | Sarmiento de La Banda     | Rescisión de contrato |
| Tomás Berra           | Defensa        | Central Norte de Salta    | Rescisión de contrato |
| Cristian Broggi       | Defensa        | Alvarado de Mar del Plata | Fin de contrato       |
| Emir Faccioli         | Defensa        | Atlético Vinotinto        | Rescisión de contrato |
| Martín García         | Defensa        | Sarmiento de Junín        | Fin del préstamo      |
| Ramiro Ríos           | Defensa        | Almagro                   | Rescisión de contrato |
| Luis Trejo            | Defensa        | Huracán de San Rafael     | Rescisión de contrato |
| Gonzalo Alarcón       | Centrocampista | Cibao FC                  | Rescisión de contrato |
| Lautaro Belleggia     | Centrocampista | Persis Solo               | Fin de contrato       |
| Sebastián Carruega    | Centrocampista | Comunicaciones            | Rescisión de contrato |
| Álvaro Pavón          | Centrocampista | Olimpo de Bahía Blanca    | Rescisión de contrato |
| Luciano Pizarro       | Centrocampista | San Martín de Mendoza     | Rescisión de contrato |
| Franco Torres         | Centrocampista | Los Chankas               | Rescisión de contrato |
| Alejo Distaulo        | Delantero      | Retiro                    | Rescisión de contrato |
| Emanuel Mercado       | Delantero      | Atlético Carcarañá        | Rescisión de contrato |
| Iván Santa Cruz       | Delantero      | Juventud Unida            | Rescisión de contrato |
| Claudio Vega          | Delantero      | Sarmiento de La Banda     | Rescisión de contrato |

#### Cesiones
| Jugador      | Posición       | Destino               | Fin del préstamo |
| ------------ | -------------- | --------------------- | ---------------- |
| Tomás Galván | Centrocampista | Huracán de San Rafael | 28-02-2025       |

## Rivalidades
Su clásico rival es el Club Atlético Central Córdoba, rivalidad que se denomina clásico del oeste. 
Al mismo tiempo, mantiene una rivalidad con el Club Atlético Mitre y con el Club Atlético Unión Santiago, el cual es heredero del Club Atlético Santiago, que fue el club más antiguo del fútbol santiagueño hasta que desapareció al fusionarse con el Club Unión.

## Datos del club
- Temporadas en primera división: 0
- Temporadas en segunda división: 7 (2021-presente)
  - Participaciones en la Primera Nacional: 4 (2021, 2022, 2023, 2024)
  -  Participaciones en el Torneo Regional: 3 (1980, 1985 y 1985-86)
- Temporadas en tercera división: 4
  - Torneo del Interior: 2 (1986, 1987-88)
  - Torneo Federal A: 2 (2016, 2019-20)
- Temporadas en cuarta división: 4
  - Torneo Argentino B: 2 (1996-97 y 2000-01)
  - Torneo Federal B: 2 (2014, 2015)
- Temporadas en quinta división: 4
  - Torneo del Interior: 4 (2005, 2009, 2011 y 2014)
- Participaciones en Copa Argentina: 5 (2012-13, 2014-15 y 2015-16, 2019-20, 2022)

## Palmarés

### Torneos regionales
- Asociación santiagueña: 1 (Campeón de Honor 1934)
- Liga Santiagueña de Fútbol: 21
  - Campeón Anual (1946, 1966, 1979, 1985, 1987, 1990, 1996, 2000, 2011
  - Campeón de Honor (1948)
  - Campeón Apertura (1955, 1993, 2011)
  - Campeón Representación (1976, 1998, 2004)
  - Campeón Clausura (1997, 2011)
  - Campeón Torneo Preparación (2007)
  - Campeón Torneo Madre de Ciudades (2011)
  - Recopa Santiago (2014)
  - Campeón Torneo Anual LSF (2017)

### Torneos nacionales

#### Otros logros
- Ganador Zona Oeste de la Segunda Fase Torneo Regional 1985-86
- Ganador Torneo del Interior 2014
- Ganador Tercer Ascenso Torneo Federal B 2015
- Ganador Cuarto Ascenso - Torneo Federal B 2019
- Campeón del Torneo Transición Federal A 2020